# 周方 (1896年)
周方（1896年—1984年6月5日），又名战作云，战均平，山东莱阳市柏林庄镇楮家疃村人。中华人民共和国政治人物。

## 生平
早年担任小学教员，1932年加入中国共产党。1933年12月27日，在其弟与妻的掩护下，用手枪击毙了闯进家捕捉他的敌中队长及士兵后离家，先后到辽宁、北平、青岛等地从事革命活动；1938年返乡后参加民先组织，在民先县队部工作，此后，曾任平度县委组织委员、黄县第二行署特派员主任、南海行署公安局副局长。1943年2月至1945年10月，任莱东县公安局长，期间代理县委书记。1945年底，改任南海公安局局长、胶东行署公安局科长、胶东区党委社会部秘书主任。最高人民检察署华东分署一处副处长、处长。1953年11月，任青岛市人民检察院检察长。1956年，兼任中共青岛市委常委。1959年11月，任青岛市委书记处书记。1980年7月，担任青岛市政协副主席等职位。1984年6月5日，因病逝世。